# Шеръёль (приток Зверинца)
Шеръёль — река в России, протекает по городскому округу Усинск Республики Коми. Устье реки находится в 20 км по левому берегу реки Зверинец. Длина реки составляет 14 км. Генеральное направление течения — север.

## Данные водного реестра
По данным государственного водного реестра России относится к Двинско-Печорскому бассейновому округу, водохозяйственный участок реки — Печора от впадения реки Уса до водомерного поста Усть-Цильма, речной подбассейн реки — Печора ниже впадения Усы. Речной бассейн реки — Печора.
Код объекта в государственном водном реестре — 03050300112103000074642.